# Euzebya pacifica
Euzebya pacifica es una  especie de bacteria grampositiva del género Euzebya. Fue descrita en el año 2021. Su etimología hace referencia al Océano Pacífico. Es aerobia e inmóvil. Tiene un tamaño de 0,6-0,9 μm de ancho por 1,2-3,2 μm de largo. Catalasa y oxidasa positivas. Forma colonias convexas, circulares, lisas y de color rosa en agar MA tras 7 días de incubación. Temperatura de crecimiento entre 20-40 °C, óptima de 30-35 °C. Tiene un contenido de G+C de 70,6%. Se ha aislado de agua marina en el Océano Pacífico. 